# Monoctenia
Monoctenia is een geslacht van vlinders van de familie spanners (Geometridae), uit de onderfamilie Oenochrominae.

## Soorten
- M. eximia Lower, 1892
- M. falernaria Guenée, 1857
- M. postcarneata Prout, 1910
- M. smerintharia Felder, 1895